# Koldo Etxebarria

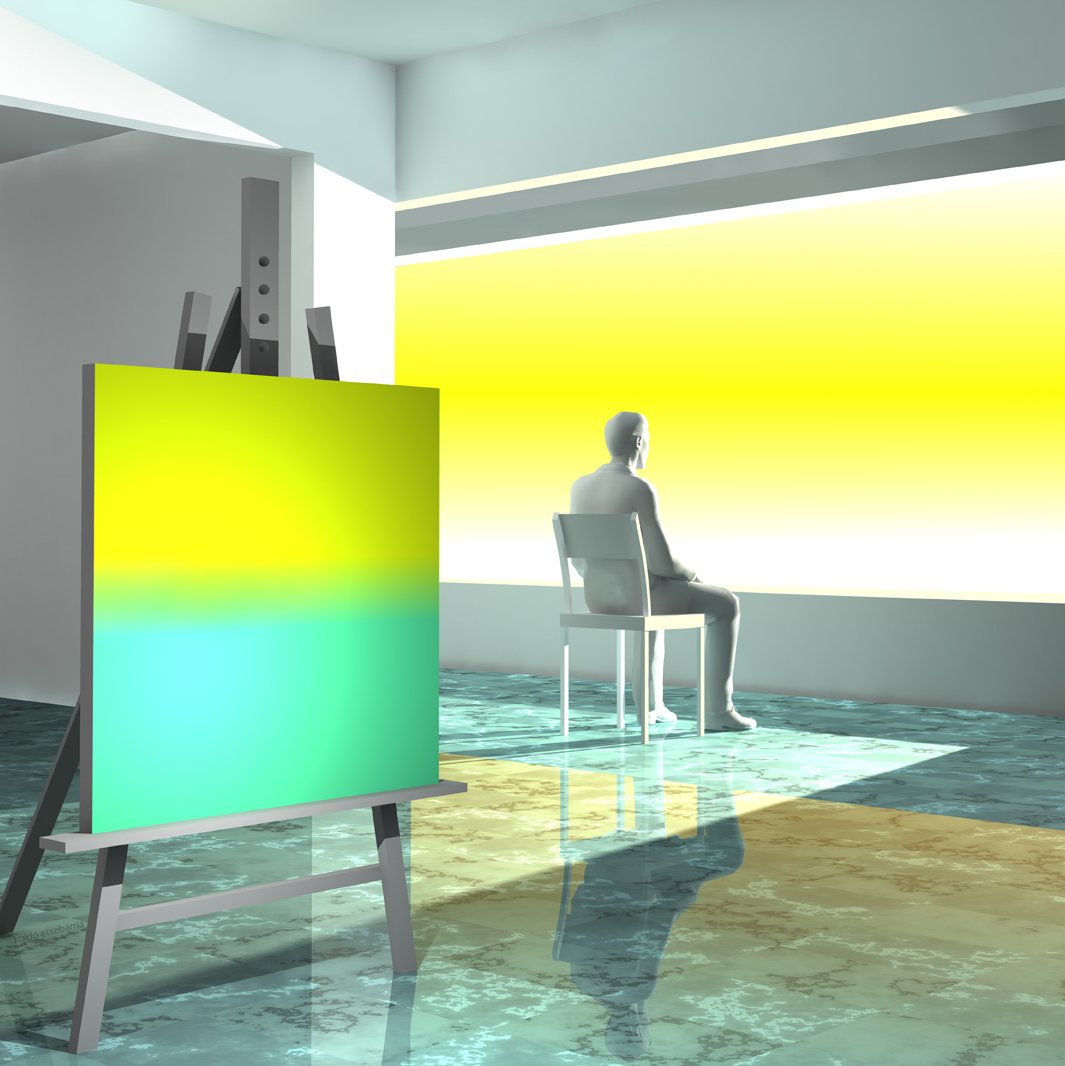
La belleza está en el que contempla de Koldo Etxebarria.

Koldo Etxebarria Etxebarria (1960 - ) es un artista plástico español.
Koldo Etxabarria es un relevante artista vasco que ha desarrollado su expresión gráfica en las nuevas tecnologías. Partiendo de la utilización de los programas de diseño y animación en 3D, ha desarrollado, mediante la experimentación, una nueva vertiente de crecaión gráfica. Tiene en su haber diferentes galardones como el "Premio Certamen Nacional de Pintura. "ARTE Y TECNOLOGÍA". Carsa- Arte" en los años 2002, 2005 y 2007 así como el "Premio Certamen Arte Contemporáneo ERTIBIL" del año 2006 dado por la Diputación de Vizcaya, así como un Accésit en el Premio Internacional de Pintura 2014 de la Fundación Focus-Abengoa y un segundo premio del certamen Internacional de la Federation of Canadian Artists, ambos otorgados en el año 2014.

## Biografía
Koldo Etxebarria nació en la localidad vizcaína de Lemona en el año 1960. Estudió Bellas Artes en la Universidad del País Vasco ingresando al finalizar la carrera en 1983 en el departamento artístico de Euskal Telebista. Reside en Basauri desde su matrimonio.
Dentro del terreno de la creación artística, y en relación directa con las tecnologías de diseño gráfico de televisión, se interesa por las posibilidades artísticas y expresivas de las nuevas tecnologías dentro del arte.

## Su obra

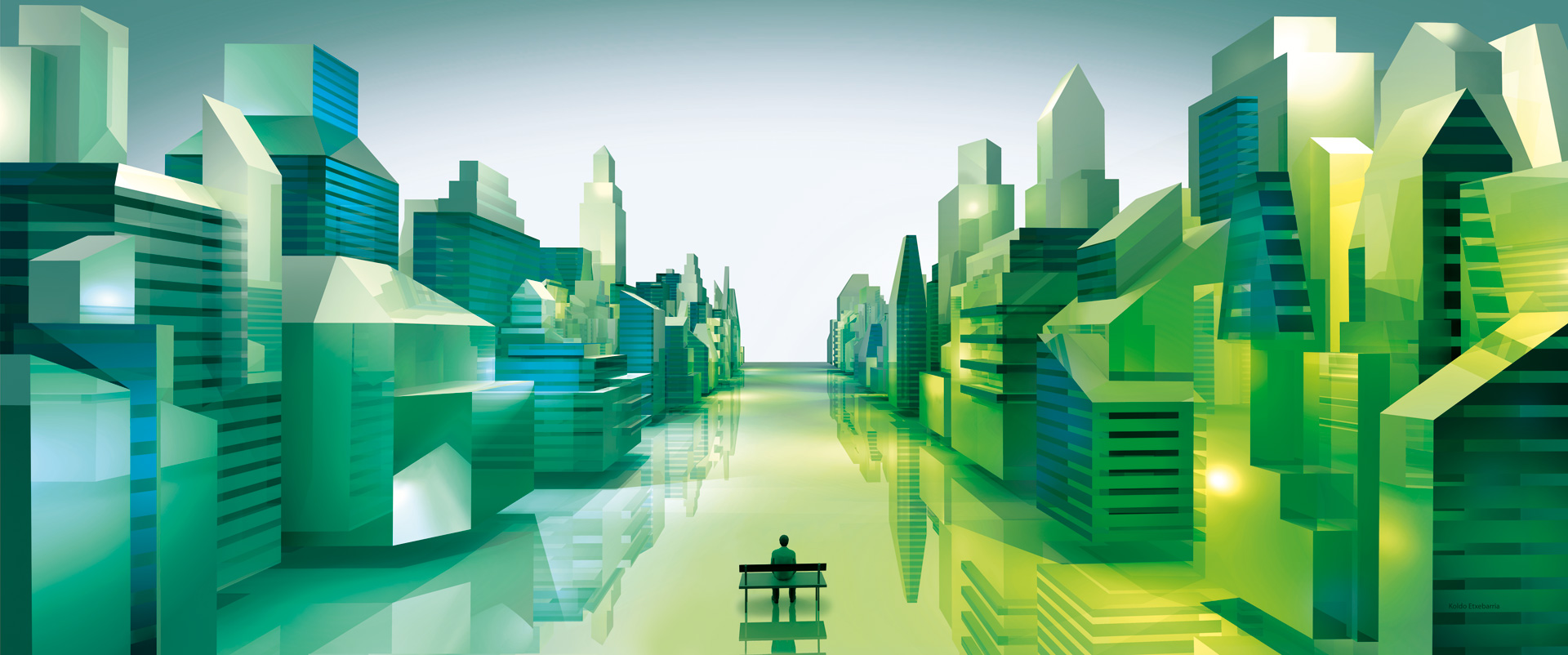
La estética del ser de Koldo Etxebarria.

Koldo Etxebarria pone al ser humano como centro de toda belleza y su obra gira en torno al mismo, pero no la belleza exterior, sino la interior que brota en momentos de quietud, el mismo indica que es lo que expresa en sus cuadros cuando dice 

Estamos hipnotizados con los objetos estéticos, sin darnos cuenta de que, al final, el origen de toda esa belleza está en el ser humano, dentro. Me interesa recuperar esa zona del ser humano, esa belleza interior, que está hecha de poética, de armonía y de gozo estético. Hay una dimensión en el ser humano que está hecha de esa sustancia, que va más allá de los procesos ideológicos, de los aspectos físicos, de las condiciones sociales, está detrás de todo y es una condición universal.

La creación de su obra se basa en programas informático de representación  3D como Autodesk Maya en el cual crea "afrontando el ordenador como si fuera un lienzo y el pixel como pigmento" siguiendo con la utilización del desarrollo tecnológico, como se viene haciendo desde el renacimiento, para la creación artística. Con un cuidado especial en la armonía, la luz y el color muestra al individuo dentro de un ambiente arquitectónico. Los diseños creados en el ordenador se imprimen y luego se transfieren a un soporte de aluminio o bien se positivan sobre papel fotográfico que luego se plastifica. La técnica, que es usada normalmente en el mundo de la producción de televisión y cinematográfica, es de nueva implantación en el mundo del arte.

### Base filosófica
La obra de Koldo Etxebarria se basa en el concepto de belleza que ha desarrollado, la belleza metafísica, afirmando que la misma pertenece al ser humano y se encuentra en lo más hondo del mismo, fuera del ego, junto a su verdadera identidad. Coincide con Jean Klein, Consuelo Martín, Antonio Blay y Ramana Maharshi en evocar esa belleza intrínseca a través de figuras humanas en estado contemplativo abiertas a la armonía esencial. El espectador es parte activa de la obra de Etxebarria, ya que la búsqueda de la belleza se hace desde la experiencia del gozo que es más importante que el objeto de arte, propiciando el reconocimiento de la belleza propia que el ser humano lleva dentro de sí y haciendo realidad la sentencia de Antonio Blay "a belleza que somos capaces de apreciar fuera es la belleza que llevamos dentro". 
Para Etxebarria, la belleza es algo a ser vivido y se proyecta en el arte pero no pertenece a él, ya que el arte tiene la función del arte evocar ese estado de belleza que se encuentra más allá de las apariencias físicas. Afirma que la realidad metafísica interior del ser humano se descubre mediante la meditación contemplativa, que es la atención sostenida sobre la belleza, ya que con el pensamiento solo podemos representar las cosas por medio de ideas sin entrar dentro de ellas, mientras que cuando mantenemos esa atención sostenida podemos acceder lo que es en sí la belleza.
No llegamos a conocer la belleza por sí misma, intrincadamente, la conocemos mediante sus resultados y productos, plasmada en las obras de arte. Por ello afirma que "Cuando nos abrimos del todo al impacto de la cualidad y permanecemos atentos contemplándola y absorbiéndola -manteniendo una conciencia clara de nosotros y a la vez de la cualidad-, ésta se irá integrando, se irá transfiriendo y actualizando en nuestra consciencia. Ya que la contemplación en soledad gozosa es importante para que la atención a la belleza sea eficaz."
Los espacios en silencio que se enmarcan por las arquitecturas que arropan a la figura humana que se halla en un estado de quietud y contemplación en armonía, mediante la luz y el color, con el entorno son las imágenes que Etxebarria utiliza para transmisión de la belleza y la vivencia de la metafísica interior. Esas imágenes son metáforas de la dimensión esencial del ser humano donde la armonía de la luz y la representación simbolizan la armonía del ser humano y su cotidianidad.
Koldo Etxabarria afirma que la función del arte es la de recuperar la mirada gozosa que el espectador experimenta al contemplar la expresión de la belleza intrínseca.

## Premios y reconocimientos
- 2014 Accésit en el Premio Internacional de Pintura 2014 de la Fundación Focus-Abengoa.[6]
- 2014 Segundo premio de la Federation of Canadian Artists[6]
- 2009 Selección Certamen Nacional de Pintura. ARTE Y TECNOLOGÍA.
- 2008 Premio Artes Plásticas.  Ayuntamiento Basauri
- 2007	Premio Certamen Nacional de Pintura. ARTE Y TECNOLOGÍA. Carsa- Arte
- 2006	Premio Certamen Arte Contemporáneo ERTIBIL .Diputación de Vizcaya
- 2005	Premio Certamen Nacional de Pintura. ARTE Y TECNOLOGÍA. Carsa- Arte
- 2004 Seleccionado V Certamen Nacional de Pintura Parlamento de la Rioja.
- 2003 Seleccionado en el Certamen de Pintura Alicante
- 2002	Premio Certamen Nacional de Pintura. ARTE Y TECNOLOGÍA. Carsa- Arte
- 1990	Selección en la MUESTRA INTERNACIONAL de Arte por Computadora IMAGINA MONTECARLO. Mónaco.
- 1985	Premio en el certamen de pintura del Ayuntamiento de Munguía

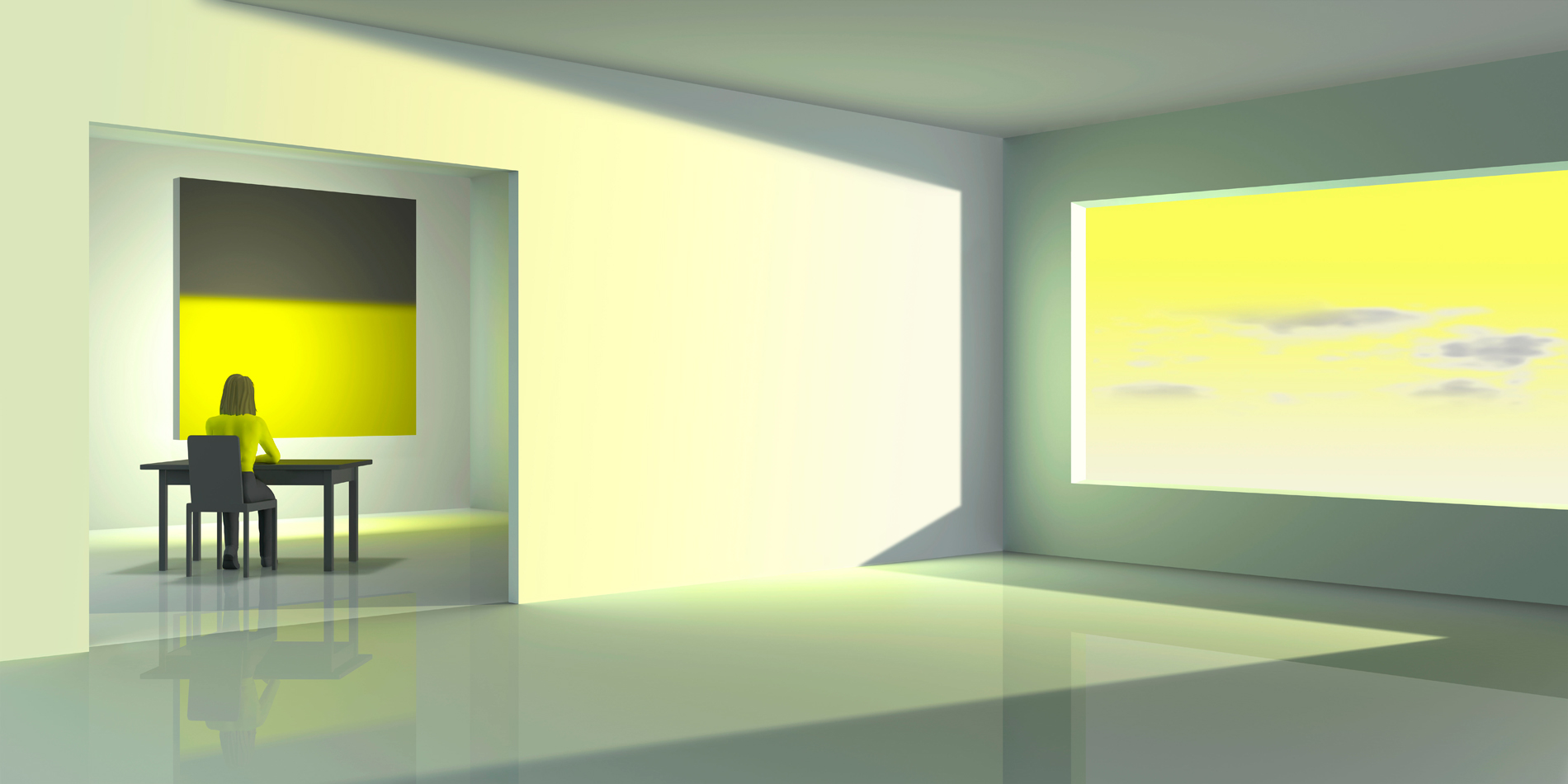
Belleza más allá de las formas de Koldo Etxebarria. Accésit en el Premio Internacional de Pintura 2014 de la Fundación Focus-Abengoa